# Escudo de Managua
El escudo de Managua es el símbolo heráldico oficial del municipio de Managua, Nicaragua. Fue adoptado mediante el Acuerdo Municipal No. 193, el 11 de julio de 1944, por el Concejo Distritorial de Managua. Este escudo fue erróneamente identificado como el blasón heráldico colonial de Managua, cuando en realidad corresponde al "Escudo de Armas de la ciudad de Nicaragua" descrito por el cronista español Fray Gil González en el siglo XVIII.

## Diseño
El escudo muestra un león rampante con su garra izquierda apoyada sobre un globo en el flanco diestro, y coronado por una corona sobre el escudo. Este diseño fue interpretado por historiadores como símbolo de nobleza, aunque estudios posteriores cuestionan su pertenencia a la ciudad de Managua.

## Historia y controversias
El acuerdo de adopción surge como un deber cultural para rememorar hechos que prestigian la historia de la ciudad. El documento de 1944 relata aspectos históricos de Managua durante la colonia, su fidelidad a la Corona Española, y el título recibido en 1819 por su lealtad ante los brotes independentistas en otras ciudades como León y Granada.
En 1961, la Oficina de Filatelia del Ministerio de Hacienda publicó el folleto "Escudos de Armas Coloniales de Nicaragua" con diseños reconstruidos por Luis Cuadra Cea y Eduardo Pérez Valle. Este trabajo fue criticado en 1963 por el historiador Carlos Molina Argüello en la Revista Conservadora, quien cuestionó su veracidad y acusó de falsear los datos y "crear" escudos ajenos a la realidad histórica.
El historiador Clemente Guido Martínez, Director de Cultura y Patrimonio Histórico de la Alcaldía de Managua, ha señalado que el escudo fue en realidad un error histórico adoptado por influencia del historiador que asesoró a Anastasio Somoza García, quien deseaba un escudo para la ciudad. Aunque no tiene un vínculo simbólico directo con Managua, fue elevado a Ley de la República y adoptado por costumbre. Según Guido, "la patita cortada del león indica que no es noble, sino criollo".

## Uso y reconocimiento
A pesar de su carácter oficial, el escudo tiene poco uso en la actualidad y es poco conocido por los ciudadanos. Muchos lo asocian únicamente con la Alcaldía de Managua, sin saber que representa a toda la ciudad.